# Memoriale del campo di internamento e deportazione di Royallieu-Compiègne

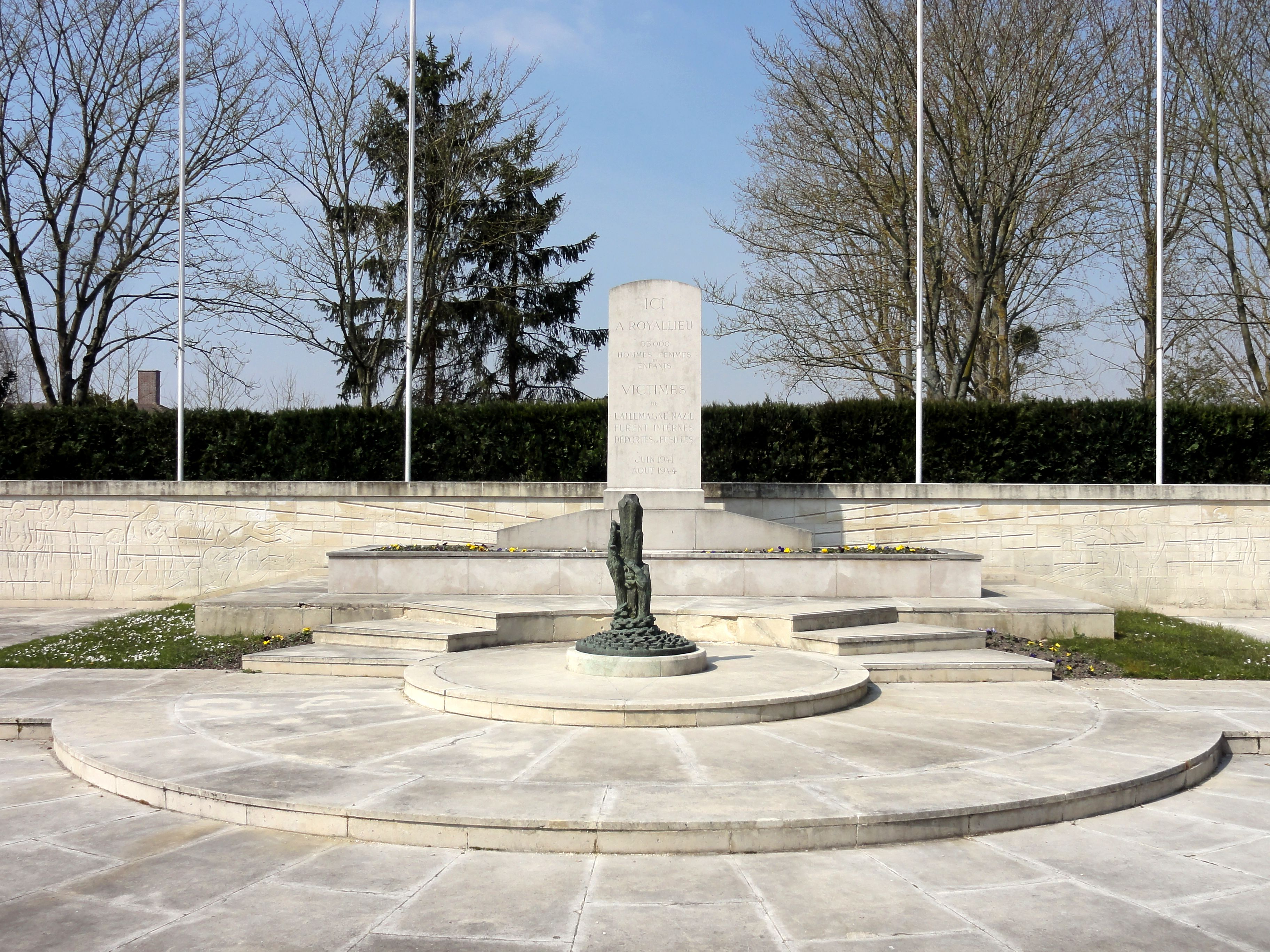
Memoriale del campo Royallieu, inaugurato nel 2008

Il memoriale del campo di internamento e deportazione di Royallieu-Compiègne (Mémorial de l'internement et de la déportation Camp de Royallieu) era situato nel nord della Francia nella città di Compiègne, usato dal giugno 1941 all'agosto 1944. Tra i prigionieri detenuti in questo campo vi erano i combattenti della resistenza francese ed ebrei. Si stima che circa 40.000 persone siano state deportate dal campo di Royallieu-Compiègne ad altri campi nel territorio tedesco dell'epoca.
Il memoriale del campo, e l'altro lungo i binari della ferrovia ricordano la tragedia.

## Storia
Prima della seconda guerra mondiale, questo sito ospitava una caserma dell'esercito francese. In precedenza, il sito ospitava la firma di un armistizio che mostrava la vittoria delle forze francesi nella prima guerra mondiale l'11 novembre 1918.

### Seconda guerra mondiale
Questo sito ha visto il suo secondo armistizio. Questa volta, il sito ha ospitato la firma dell'occupazione della Francia da parte delle forze tedesche. Questo campo il 22 giugno 1940 divenne l'unico campo completamente gestito dalla Germania all'interno dei territori francesi. Nel giugno 1941, il campo era pienamente funzionante come campo di internamento. I prigionieri del campo erano composti per il 70% da prigionieri politici, per il 12% da ebrei ed il restante 8% da funzionari francesi di alto livello. Il campo tenne gli oppositori alla Francia di Vichy, il governo fantoccio istituito dai sostenitori del nazismo, in modo schiacciante.
La funzione principale del campo era quella di base di deportazione. Il campo principale in cui Royallieu-Compiègne deportò fu Auschwitz tra vari altri campi di concentramento. Il 27 marzo 1942 il campo fece il suo primo giro di deportazioni di ebrei ad Auschwitz.
I registri del campo non sono mantenuti bene a causa del numero effettivo di detenuti che non viene mai registrato con precisione. Ad esempio, esiste un record del numero di detenuti trasportati in una funivia come "indovina". Il campo fu in pieno uso solo per tre anni: 1941-1944.

### Dopo la seconda guerra mondiale
Il campo fu chiuso dopo la liberazione della Francia. I visitatori non erano ammessi fino all'apertura del memoriale all'inizio del 2008.

## Memoriale
Il 23 febbraio 2008 è stato aperto un monumento all'internamento e alla deportazione sul sito dell'ex campo di internamento e deportazione di Compiègne.
Il sito commemorativo consiste in un tour fisico del terreno e in tour didattici delle singole stanze e caserme che compongono il terreno. Man mano che il memoriale del sito si sviluppava, includeva un muro di nomi con coloro che erano stati registrati come detenuti nei terreni, nonché una via di uscita e un Giardino della Memoria.

## Galleria d'immagini

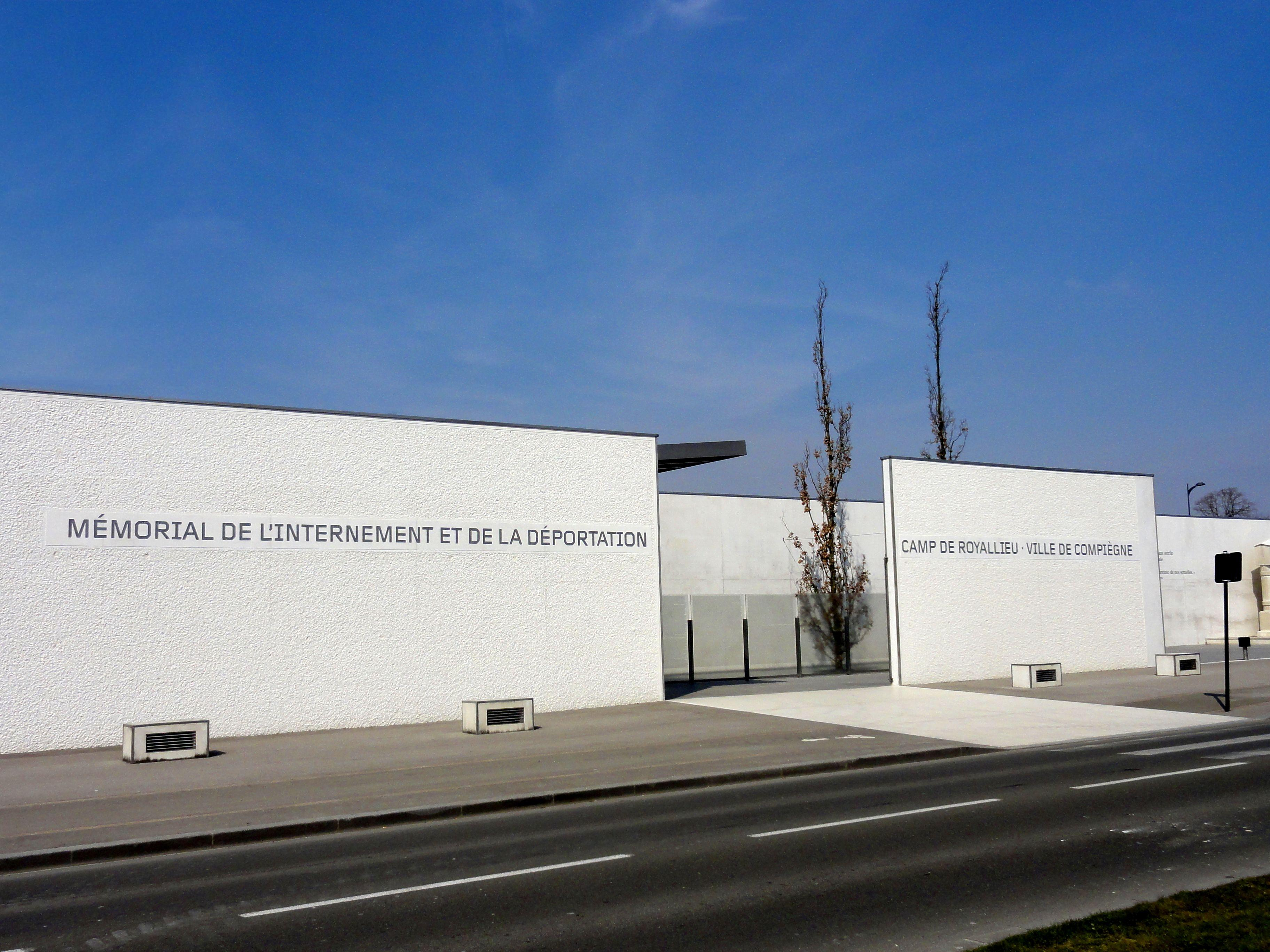
Ingresso al memoriale di Royallieu
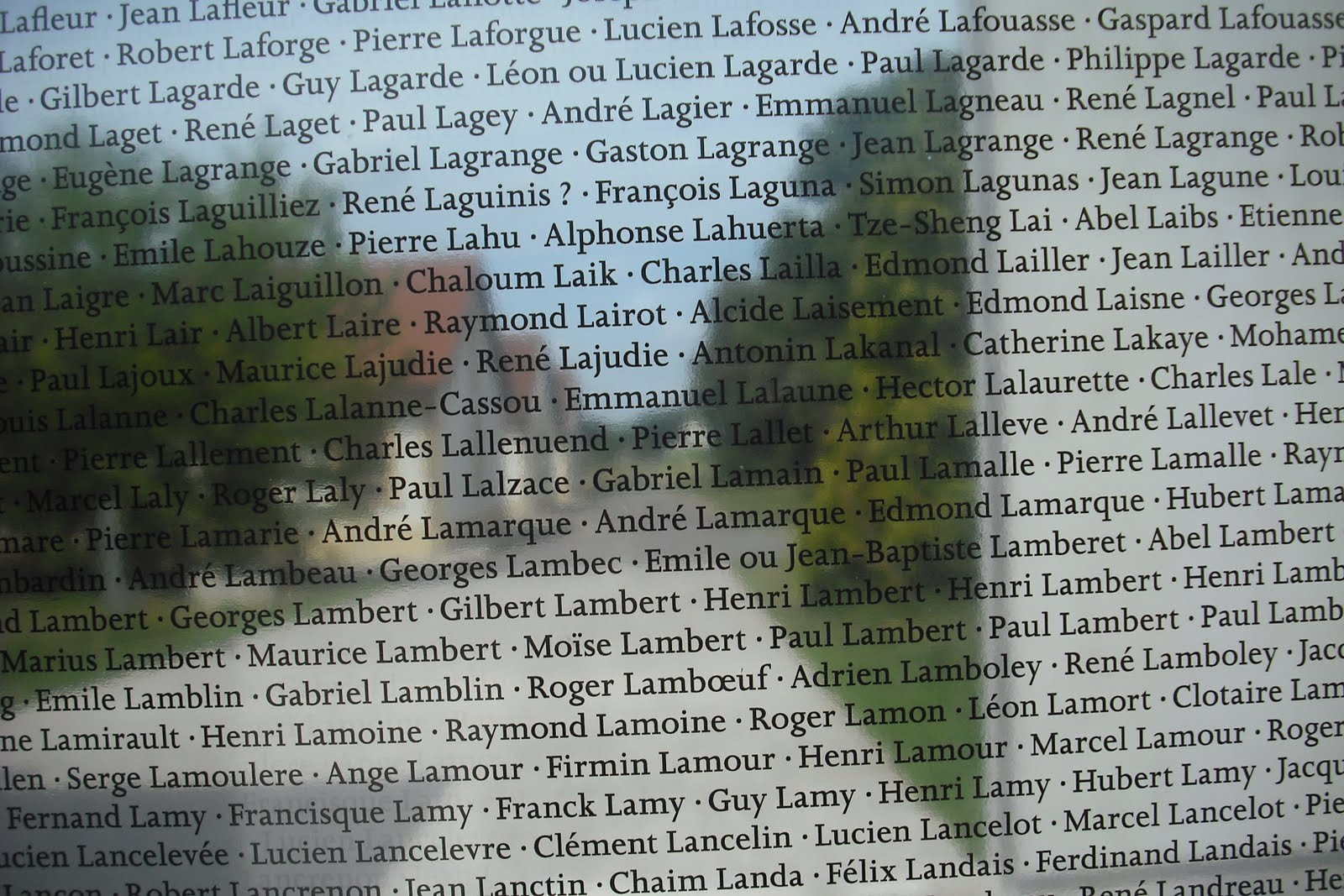
Il "muro dei nomi"
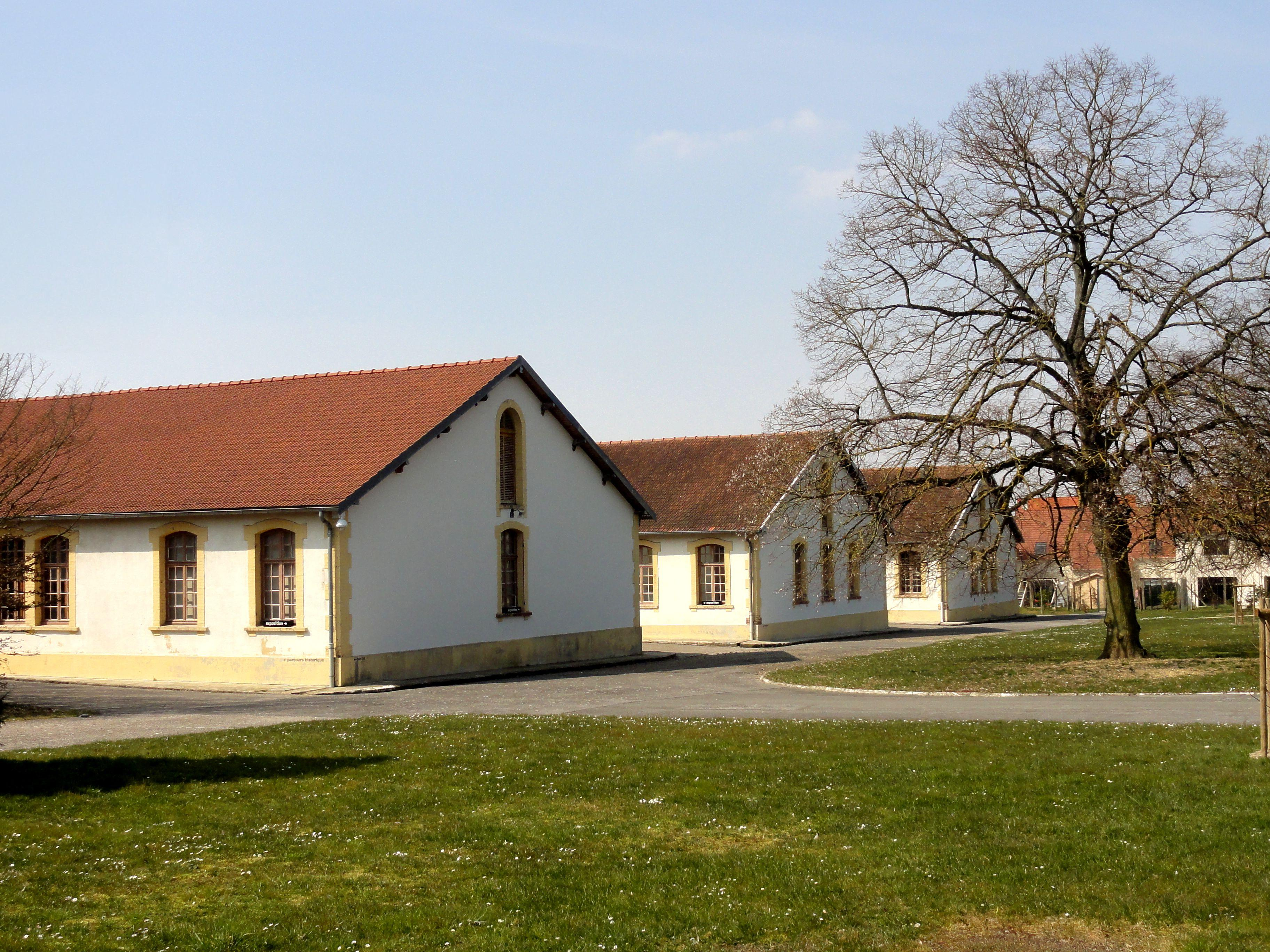
Caserma al memoriale
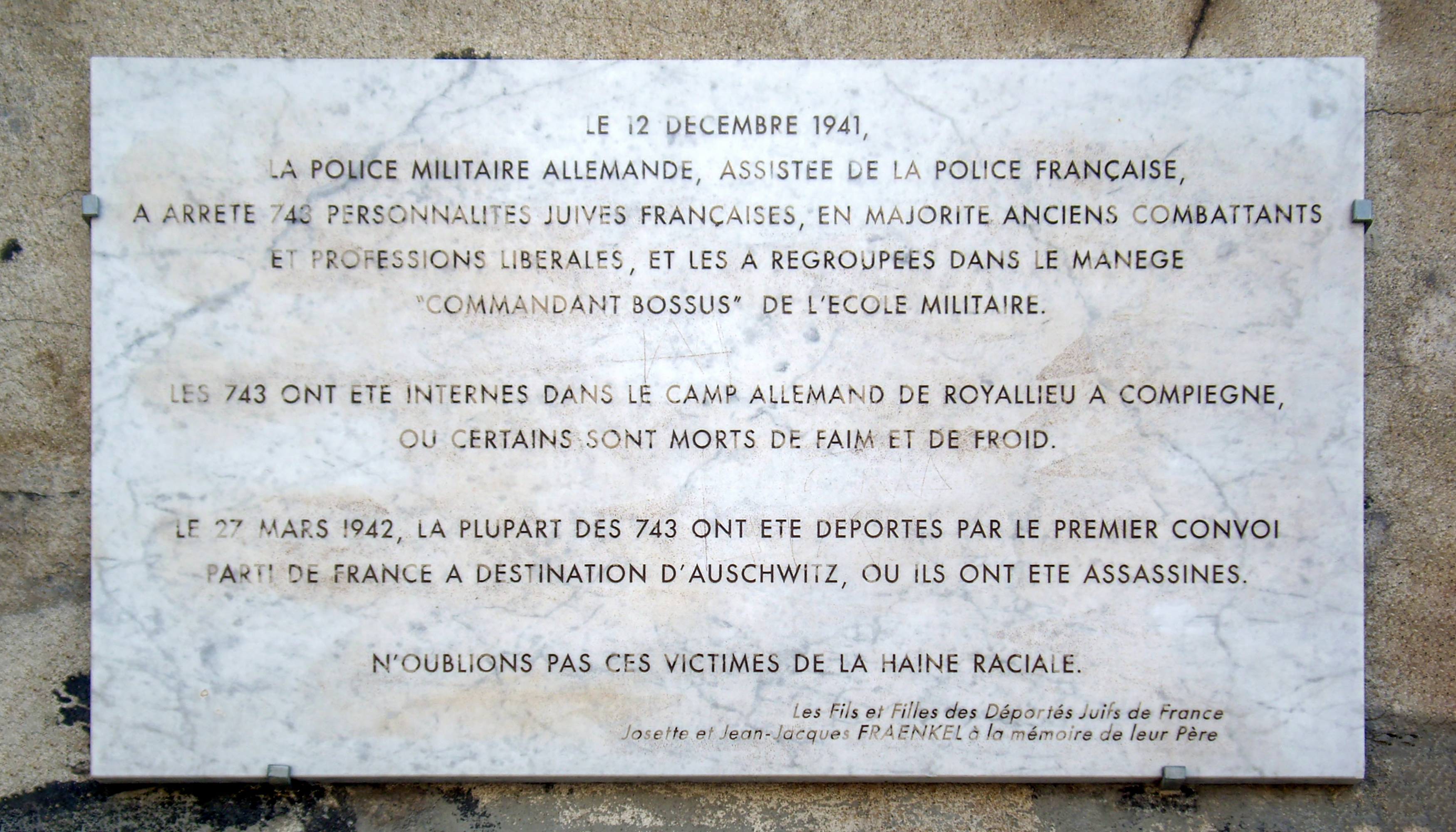
Targa all'École Militaire di Parigi in memoria degli ebrei francesi internati a Royallieu prima della deportazione ad Auschwitz
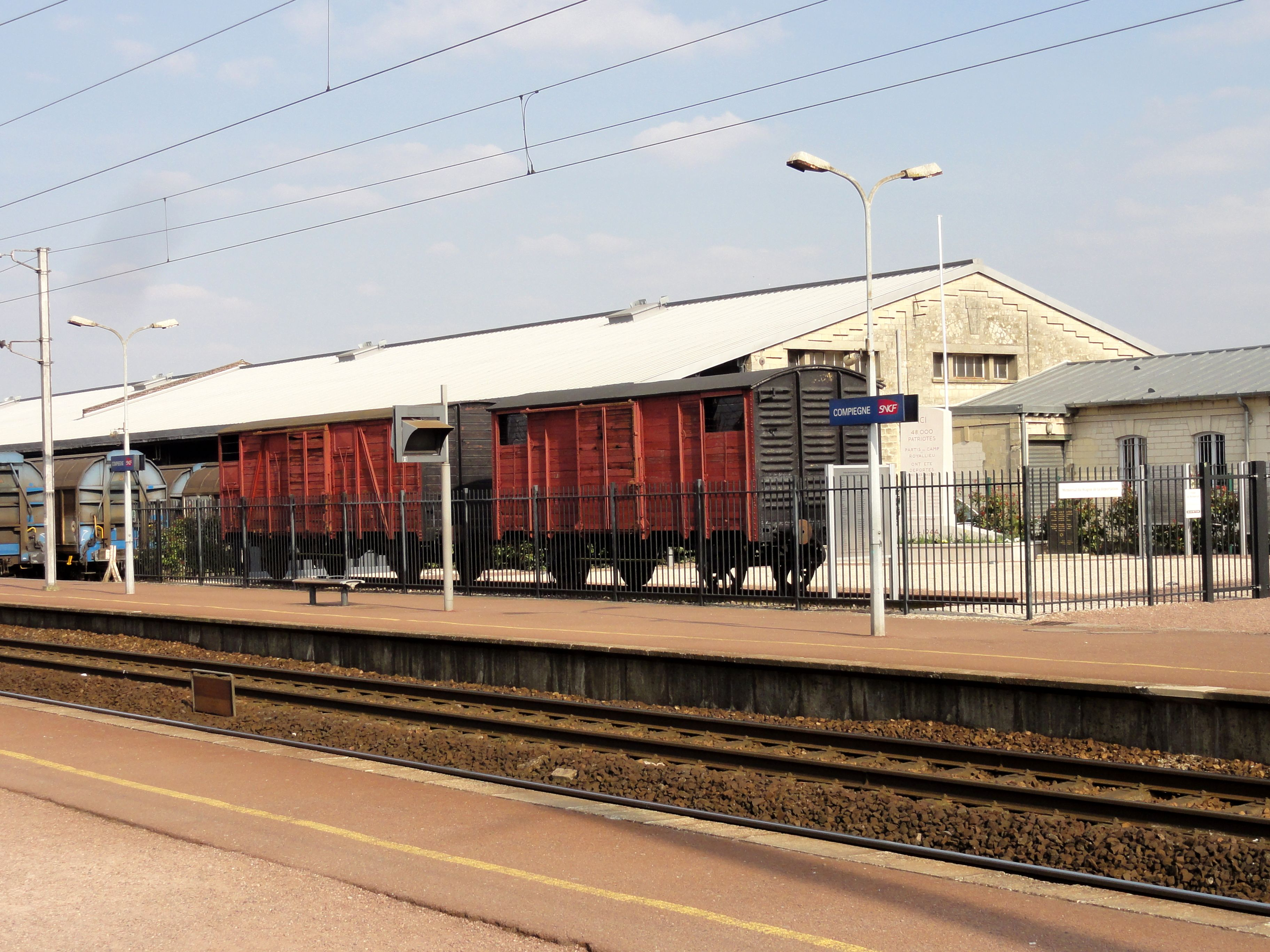
Memoriale al binario ferroviario della deportazione